# راپتوسور
راپتوسور (نام علمی: Rapetosaurus) نام یک گونه از زیرراسته سوسمارپاشکلان است.